# Американски горски змии
Американските горски змии (Chironius) са род влечуги от семейство Смокообразни (Colubridae).
Таксонът е описан за пръв път от австрийския зоолог Леполод Фицингер през 1826 година.

## Видове
- Chironius bicarinatus
- Chironius brazili
- Chironius carinatus
- Chironius challenger
- Chironius diamantina
- Chironius exoletus
- Chironius flavolineatus
- Chironius flavopictus
- Chironius foveatus
- Chironius fuscus
- Chironius grandisquamis
- Chironius laevicollis
- Chironius laurenti
- Chironius leucometapus
- Chironius maculoventris
- Chironius monticola
- Chironius multiventris
- Chironius quadricarinatus
- Chironius scurrulus
- Chironius septentrionalis
- Chironius spixii
- Chironius vincenti